# Teaching Mrs. Tingle
Secuestrando a la Srta. Tingle  (título original en inglés Teaching Mrs. Tingle) es una película de 1999 del debut del guionista Kevin Williamson. La película está protagonizada por Helen Mirren, Katie Holmes, Maris Coughlan, Barry Watson y Jeffrey Tambor y fue lanzada el 20 de agosto de 1999. Fue originalmente titulada Killing Mrs. Tingle, pero se retrasó y se retituló debido al escándalo sobre la violencia adolescente en el cine después de la Masacre del instituto Columbine.

## Trama
Leigh Ann (Katie Holmes) es una estudiante de secundaria que quiere conseguir las mejores calificaciones para ser mejor estudiante. Sin embargo su grado en la clase de Historia se ve amenazado por su maestra sádica, la Señora Tingle (Helen Mirren). La señora Tingle tiene una aversión especial por Leigh Ann. Luke toma los papeles del examen final de la señora Tingle y hace una copia. Él le ofrece los papeles a Leigh Ann pero ella insiste en negarse a hacer trampa. De la nada la señora Tingle pasa por allí, descubre los papeles en su mochila, y la amenaza con expulsarla por ello.
Leigh Ann y sus dos amigos, Luke (Barry Watson) y Jo Lynn (Marisa Coughlan), se dirigen a la casa de la señora Tingle y tratan de convencer a la profesora que Leigh Ann es inocente. La señora Tingle sin embargo, no escucha. Se emprende una lucha física y la señora TIngle es accidentalmente golpeada y queda inconsciente. Los estudiantes entran en pánico y atan a la señora Tingle a su cama. Pretendiendo ser la señora Tingle, Jo Lynn llama a la escuela a la mañana siguiente y finge una enfermedad para que tengan algo de tiempo, pero están todos inseguros de qué hacer después. La señora Tingle finalmente revela que odia a Leigh Ann porque, a diferencia de ella, Leigh Ann tiene el potencial de dejar una ciudad pequeña y experimentar la vida, pero su honestidad no les gusta a sus captores. También opina que Leigh Ann no tiene las agallas para hacer algo que la pondría en problemas; en respuesta, una Leigh Ann enojada y furiosa besa a Luke y tiene sexo con él en el sofá de la señora Tingle.
Al día siguiente en la escuela, Jo Lynn ignora a Leigh Ann porque a ella le gustaba alguien - alguien que Leigh Ann sabía. Una lamentable Leigh Ann trata de hacer las paces con Jo Lynn, pero una admisión de que ella había tenido sexo con Luke la enfurece mucho más.
Leigh Ann, Luke y Jo Lynn deciden chantajear a la señor Tingle mediante la presentación de pruebas fotográficas de su aventura con el profesor de gimnasia de la secundaria. Antes de que puedan aprobar su plan, sin embargo, la señora Tingle escapa de sus ataduras. Después de una pelea en la parte superior de las escaleras, ella cae pero rápidamente se recupera, se apresura, y levanta una ballesta. La dispara violentamente, tratando de golpear a Leigh Ann. Trudie Tucker (Liz Stauber) camina por la puerta, es golpeada en el pecho, y aparece estar muerta cuando el Principal Potter (Michael McKean) llega para ver a la señora Tingle. Leigh Ann obliga a Tingle a que diga todo lo que pasó con ella, que ella quería que Leigh Ann fallara, que ella disparó a Trudie, entre otras cosas.
Sin embargo, Trudie fue protegida por un grueso libro de texto que llevaba en su pecho y estuvo completamente ilesa. La señora Tingle es despedida, y la escena final de la película muestra a Leigh Ann nombrada mejor estudiante.

## Elenco
| Actor              | Papel                                |
| ------------------ | ------------------------------------ |
| Helen Mirren       | Mrs. Eve Tingle                      |
| Katie Holmes       | Leigh Ann Watson                     |
| Jeffrey Tambor     | Entrenador Richard 'Spanky' Wenchell |
| Barry Watson       | Luke Churner                         |
| Marisa Coughlan    | Jo Lynn Jordan                       |
| Liz Stauber        | Trudie Tucker                        |
| Michael McKean     | Principal Potter                     |
| Lesley Ann Warren  | Señora Faye Watson                   |
| Molly Ringwald     | Señora Banks                         |
| Vivica A. Fox      | Señora Gold                          |
| John Patrick White | Brian Berry                          |
| Robert Gant        | Profesor                             |

## Recepción

### Críticas
La película recibió comentarios negativos, con Rotten Tomatoes dándole un 19% de puntuación. Roger Ebert comparó la película con Election en su concepto, pero dijo que Teaching Mrs. Tingel no llegó al ingenio de Election, y en que Teaching Mrs. TIngle no tenía personajes simpáticos. De todas formas, Ebert elogió la actuación de Mirren.

### Taquilla
La película hizo US$3.3 millones en su primer fin de semana, debutando en el número 10 en la taquilla de América del Norte.